# O Espetáculo das Raças
O Espetáculo das Raças é um livro de Lília Moritz Schwarcz, professora de antropologia na Universidade de São Paulo (USP), publicada pela primeira vez em 1993 pela editora Companhia das Letras 